# Elizabeth Connell
Elizabeth Connell (22. Oktober 1946 in Port Elizabeth, Südafrika – 18. Februar 2012 in London) war eine südafrikanische Opernsängerin (Sopran).

## Leben
Sie studierte an der University of the Witwatersrand in Johannesburg und am London Opera Centre. 1972 debütierte sie bei der Wexford Festival Opera und sang 1973 in der Eröffnung des Sydney Opera House.
Connell wirkte an bedeutenden Opernhäusern der Welt, z. B. Covent Garden, an der Scala, der Metropolitan Opera, der Bayerischen Staatsoper, der Deutschen Oper Berlin und der Wiener Staatsoper sowie den Bayreuther Festspielen.
An der Wiener Staatsoper sang sie von 1985 bis 2000 insgesamt 51 Vorstellungen in acht verschiedenen Rollen. Auch bei den Salzburger Festspielen war sie zu hören, etwa als Elettra in Mozarts Idomeneo mit Luciano Pavarotti. Bemerkenswert war die Bandbreite der Fächer, die sie sang: zuletzt trat sie überwiegend in hochdramatischen Partien auf, darunter Elektra, Isolde und Brünnhilde.
2004 sang sie die Leonore in Fidelio in einer Produktion der Cape Town Opera. Die Aufführung zum zehnjährigen Jubiläum der ersten demokratischen Parlamentswahl in Südafrika 1994 fand auf Robben Island statt.
Ihr letzter Opernauftritt erfolgte im Februar 2011 als Turandot an der Staatsoper Prag, im Oktober und November 2011 gab sie noch Arien- und Liederabende in Deutschland, bei denen sie etwa auch die Arie der Frau Fluth aus Otto Nicolais Die lustigen Weiber von Windsor für lyrischen Koloratursopran darbot.
Connell erlag im Alter von 65 Jahren einem Lungenkrebsleiden.
Bekannt war sie insbesondere für ihre Darstellungen von Wagner- und Strauss-Heldinnen.

## Aufnahmen (Auswahl)
- Volume 5 der Gesamtaufnahme aller Schubert-Lieder mit dem Pianisten Graham Johnson.